# Casse-Noisette
Pour les articles homonymes, voir Casse-noisette (homonymie).
Casse-Noisette (en russe : Щелкунчик,  Chtchelkountchik,  ; en orthographe précédant la réforme de 1917-1918 : Щелкунчикъ) est un ballet-féerie dont la musique est de Piotr Ilitch Tchaïkovski en deux actes, soit trois tableaux et 15 scènes, présenté pour la première fois le 18 décembre 1892 au théâtre Mariinsky de Saint-Pétersbourg sous la direction de Riccardo Drigo et chorégraphié par Lev Ivanov.
Il s'agit d'une adaptation de la version d'Alexandre Dumas du conte allemand Casse-Noisette et le Roi des souris d'Ernst Theodor Amadeus Hoffmann, publié en 1816.
Casse-Noisette est devenu, depuis sa création en décembre 1892, un véritable symbole musical.
L’histoire se passe au soir de Noël, où Masha reçoit de son oncle un casse-noisette. Pendant la nuit, une merveilleuse féerie commence : dans le salon, les jouets s'animent et le casse-noisette se transforme en prince.

## Genèse
Après quelques discussions en novembre et décembre 1890, Vsevolojski demanda en février 1891 à Tchaïkovski la composition de cette œuvre en tant que première partie d'un gala en deux actes dont la première partie serait l'opéra Yolande et la deuxième, le ballet Casse-Noisette. Ce ballet en deux actes devait présenter la chorégraphie de Marius Petipa, le maître de Ballet impérial, mais finalement, elle fut créée par son assistant Ivanov, à cause des problèmes de santé de Petipa.
Tchaïkovski était moins satisfait de la partition de Casse-Noisette que de celle de la Belle au bois dormant. Il avait accepté la commission d'Ivan Vsevolojski avec réticence. D'après Modeste Tchaïkovski, son frère Piotr avait toujours eu beaucoup d'estime pour le conte d'Hoffmann, et c'est ce qui l'aurait poussé à composer la musique, bien que le scénario très édulcoré ne lui ait pas plu du tout.
Tchaïkovski composa la musique fin février, fin juin et début juillet 1891, à Frolovskoye, Rouen, et à Maïdanovo où il fit également l'orchestration entre janvier et mars 1892. La partition fut terminée début avril.

## Création
Le ballet fut représenté pour la première fois au Théâtre Mariinsky de Saint-Pétersbourg le 18 décembre 1892 avec Stanislava Belinskaïa dans le rôle de Clara, Antoinetta Dell-Era dans celui de la fée Dragée, Pavel Guerdt dans celui du prince Orgeat, Sergueï Legat dans celui de Casse-Noisette et Timofeï Stoukolkine dans celui de Drosselmeyer.

## Argument
Véritable fable sur le passage de l'enfance à l'adolescence, Casse-Noisette se fonde sur le thème immortel de l'amour et des forces du mal, à l'instar du Lac des cygnes. L’histoire est inspirée de la version d'Alexandre Dumas du conte d'Hoffmann, intitulée Casse-Noisette et le Roi des souris ou Histoire d'un casse-noisette. L'intrigue est centrée sur une petite fille allemande du nom de Masha ou Clara selon les versions. Dans certaines productions de Casse-Noisette, Masha s’appelle Marie. Dans le conte d’Hoffmann, la petite fille s’appelle Marie ou Maria, tandis que Clara, ou Klärchen, est le nom d’une de ses poupées.

### Acte I
- Premier tableau

Au tout début du XIXe siècle, probablement à Nuremberg, comme dans le conte.
Le ballet commence avec l'Ouverture miniature. Puis le rideau se lève et dévoile la maison des Stahlbaum. Masha, son petit frère Fritz et leurs parents terminent de décorer l’arbre de Noël et reçoivent les invités pour fêter le réveillon : la famille, les amis et le mystérieux oncle Drosselmeyer. Ce dernier apporte un grand sac de cadeaux pour les enfants. Tous se réjouissent, sauf Masha, qui n’a pas encore reçu de présent. Les enfants dansent au son d’une marche, d’un petit galop, des parents déguisés en Incroyables entrent dans le salon et distribuent des sucreries. Puis Drosselmeyer invoque des poupées à ressort et des soldats grandeur nature qui dansent tour à tour d’un pas diabolique.
Après cet étrange spectacle, Masha s’approche de Drosselmeyer pour lui demander son cadeau. Il n’a malheureusement plus rien à lui donner. Dans certaines versions, Masha court en pleurant dans les bras de sa mère ; dans d’autres, elle reste calme et souriante. Drosselmeyer invoque pour elle un casse-noisette en forme de soldat en beau costume de parade. Masha est transportée de joie, mais son frère Fritz est jaloux et casse le casse-noisette. Drosselmeyer le répare et Masha le berce avant de le poser dans sa maison de poupée. La fête se termine sur l’air traditionnel de la Großvater Tanz (la Danse du grand-père).
Les invités rentrent chez eux et les Stahlbaum vont au lit. Pendant la nuit, Masha se réveille pour aller voir dans le salon comment se porte son casse-noisette. Alors que l’horloge sonne minuit, elle entend les souris qui grattent. Elle essaie de fuir, mais les souris l’en empêchent. Par enchantement, elle rétrécit et devient aussi petite qu’une souris (sur scène, l'arbre de Noël grandit). Le casse-noisette prend vie et, avec son armée, ils viennent défendre Masha et le Roi des Rats entraîne ses soldats dans la bataille contre Casse-Noisette. Pour la bataille, la partition de Tchaïkovski reprend l’effet miniature de l’ouverture, en utilisant surtout les registres aigus de l’orchestre. Au milieu de la bataille, Masha jette sa chaussure sur le Roi des Rats et Casse-Noisette en profite pour le tuer avec son épée. Les rats se retirent, emmenant avec elles leur roi mort. C’est alors que le Casse-Noisette se transforme en prince (dans le conte d’Hoffmann, le Prince est en fait le neveu de Drosselmeyer, qui avait été métamorphosé en casse-noisette par le Roi des Rats, et tous les événements qui suivirent le réveillon avaient été prévus par Drosselmeyer pour briser le sort).
- Deuxième tableau

Masha et le Prince voyagent à travers une forêt de sapins en hiver et assistent au tourbillonnement des flocons de neige. La partition illustre la scène avec une valse aux couleurs des plus hivernales et introduit un chœur invisible, sans paroles, de voix d’enfants pour cette page de féerie. Le rideau tombe.

### Acte II
- Troisième tableau

Masha et le Prince arrivent au palais enchanté de Confiturembourg, le Royaume des Délices. Ils sont accueillis près du fleuve d’Essence de Rose par la Fée Dragée, le Prince Orgeat et leur suite, ainsi que douze petits pages avec des flambeaux. Casse-Noisette leur raconte son histoire et comment Masha l’a sauvé. Sur un signe de la Fée Dragée, une table resplendissante apparaît et les festivités commencent. S’enchaînent la Danse espagnole (le Chocolat), la Danse arabe (le Café), la Danse chinoise (le Thé), la Danse russe (Trépak), la Danse Française (les mirlitons), la Danse de la Mère Gigogne et des polichinelles, la Valse des fleurs, le Pas de deux de la Fée Dragée et du Prince Orgeat, et la valse finale.
Au terme de ce rêve merveilleux, Masha se réveille sous l’arbre de Noël avec un casse-noisette dans ses bras et le rideau tombe. Dans la version de George Balanchine, elle ne se réveille pas. Masha et le Prince Casse-Noisette s’envolent dans un traîneau tiré par des rennes, laissant le rêve se réaliser, comme dans le conte d’Hoffmann.

## Orchestration
| Instrumentation de Casse-Noisette |
| Bois |
| 3 flûtes (la 2e et 3e prenant le piccolo), 2 hautbois, 1 cor anglais, 2 clarinettes (en si bémol et la), 1 clarinette basse (en si bémol), 2 bassons |
| Cuivres |
| 4 cors (en fa), 2 trompettes (en la et si bémol), 3 trombones (2 ténors et 1 basse), 1 tuba                                                          |
| Percussions |
| timbales, grosse caisse, cymbales, tam-tam, tambourin, castagnettes, triangle, glockenspiel, célesta (ou piano)                                      |
| Chœur |
| chœur de 24 voix d'enfants ou de femmes (avec de préférence 12 sopranos et 12 altos)                                                                 |
| Jouets |
| hochet, trompettes (en ut), tambours, coucou (en ut), caille (en ut), cymbales                                                                       |
| Cordes |
| 2 harpes, premiers violons, seconds violons, altos, violoncelles, contrebasses                                                                       |

## La musique
La musique de Casse-Noisette est sans doute, avec le Lac des cygnes, une des plus célèbres que Tchaïkovski ait écrites. Elle prolonge la tradition romantique et contient quelques-unes des mélodies les plus utilisées à la télévision ou dans les films comme le Trépak, la Valse des fleurs ou encore la Danse de la fée Dragée[réf. nécessaire].
Typiquement tchaïkovskienne, la musique de Casse-Noisette possède de riches harmonies post-romantiques, arrangées à la manière russe, créant d'intenses émotions. Le premier acte comporte néanmoins des références stylistiques de la musique de la fin du XVIIIe siècle, témoignant de l'admiration du compositeur pour Mozart, en particulier dans l'Ouverture miniature, la Marche, le Petit galop des enfants et la Danse du grand-père.
La partition fait appel à une profusion d'inventions mélodiques et une palette harmonique jamais égalées dans un ballet. De fait, Casse-Noisette contient quelques-unes des mélodies les plus connues du répertoire classique. L'Ouverture miniature est originale dans le sens où elle n'utilise que les registres aigus de l'orchestre et qu'elle nous plonge dans une atmosphère féerique. La Décoration de l'arbre de Noël confère à la pièce toute l'ambiance de Noël. Tchaïkovski utilise des instruments jouets pour une scène de l'acte I. Une autre nouveauté dans la partition — bien que Tchaïkovski l'ait déjà utilisée dans sa ballade symphonique Le Voïévode (jouée pour la première fois en 1891) — est l'emploi du célesta, instrument récemment créé à l'époque de la composition du ballet et qui, par sa couleur tendre et quasi enfantine, évoque à la perfection Masha. Particulièrement connu dans le solo de la Danse de la Fée Dragée, le célesta apparaît dans d'autres passages de l'acte II. Le son enchanteur de l'instrument suscita l'admiration du public. Pour reproduire le caractère insolite du deuxième acte, il essaie de trouver des effets originaux de timbre.

### Emprunt à la chanson populaire française
Le ballet comprend la transcription pour orchestre des chansons Bon voyage Monsieur Dumollet de Marc-Antoine-Madeleine Désaugiers (acte I, 1er tableau, - Allegro, après l'entrée des parents) et Cadet Rousselle (Acte II, 3e tableau, scène 12/VI - La mère Gigogne et les polichinelles).

## Programme du ballet
Ouverture miniature magique

### Acte I
- Premier tableau

1. La Décoration de l'arbre de Noël - Entrée des invités
2. Marche
3. Petit galop des enfants - Entrée des parents
4. Arrivée de Drosselmeyer - Distribution des cadeaux
5. Le Casse-Noisette - Danse du grand-père
6. Scène - Départ des invités - Nuit - Masha et le Casse-Noisette
7. Scène - La Bataille
- Deuxième tableau

8. Scène - Une forêt de sapins en hiver
9. Valse des flocons de neige

### Acte II
- Troisième tableau

10. Le palais enchanté du Royaume des Délices
11. L'arrivée de Casse-Noisette et de Masha
12. Divertissements :
I. Chocolat - Danse espagnole
II. Café - Danse arabe
III. Thé - Danse chinoise
IV. Trépak - Danse russe
V. Danse des mirlitons
VI. Mère Gigogne et les polichinelles
13. Valse des fleurs
14. Pas de deux - Danse du Prince et de la Fée Dragée
I. Andante maestoso
II. Variation pour le danseur - Tarantelle
III. Variation pour la danseuse - Danse de la Fée Dragée
Coda
15. Valse finale et apothéose

## Versions duXXesiècle
- Vassili Vainonen (1934) pour le Kirov, considéré comme « le » modèle classique, avec absence de la Fée Dragée et rôle plus accru de Drosselmeyer.
- George Balanchine (1954) pour le New York City Ballet
- Fernand Nault (1964) pour les Grands Ballets canadiens[2]
- Rudolf Noureev (1967) pour le Ballet royal de Suède, (1985) pour l'Opéra de Paris
- Mikhaïl Barychnikov (1976)
- John Neumeier (1971)
- Mark Morris (1991) sous le titre The Hard Nut
- Andy Degroat (1995)
- Thierry Malandain (1997) une adaptation féerique au Ballet Biarritz
- Maurice Béjart (1998)
- Jean-Christophe Maillot (1999) sous le titre Casse-Noisette Circus.

## Versions duXXIesiècle
- Kirill Simonov (2001) une adaptation avec Mikhaïl Chemiakine pour le Mariinsky
- Aaron S. Watkin et Jason Beechey (2011) pour le Dresdener Semperoper Ballett, dramaturgie de Stefan Ulrich, avec la Studierende der Palucca-Hochschule für Tanz Dresden, et les chœurs de la Sächsische Staatskapelle Dresden.
- Simon Virsaladze (2012) pour le Théâtre Mariinsky de Saint-Pétersbourg, avec Alina Somova, la chorégraphie de Vasily Vainonen, et un orchestre dirigé par Valery Gergiev.
- Jeroen Verbruggen (2014) pour le Grand Théâtre de Genève, qui propose une version complètement revisitée contemporaine.
- Dmitri Tcherniakov (2016) pour l'Opéra Garnier, Paris. Chorégraphies d'Arthur Pita, d'Edouard Lock et de Sidi Larbi Cherkaoui, chef d'orchestre Alain Altinoglu[3].
- Reprise de la version historique de Vassili Vainonen (2017), au théâtre Mariinsky, avec David Zaleïev, Alissa Petrenko, Renata Shakirova, Alexeï Kouzmine et le ballet du Théâtre Mariinski, orchestre du théâtre Mariinski dirigé par Valery Gergiev[4].
- Version en danse contemporaine par Blanca Li, en 2022 au Théâtre Jean-Vilar de Suresnes.
- Fabrice Bourgeois (2023) sous le titre Il était une fois "Casse-Noisette".

## Galerie

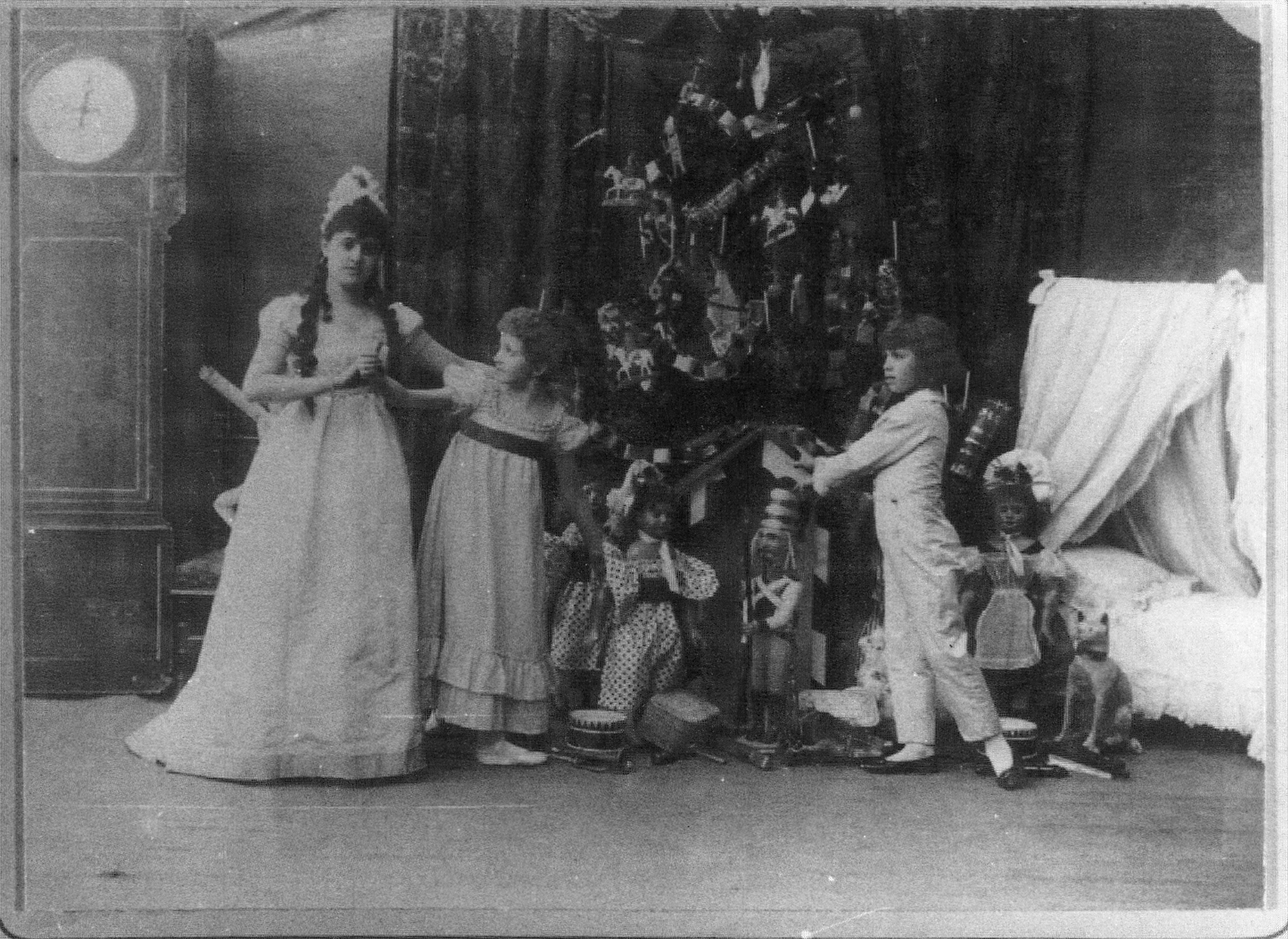
Première représentation en 1892
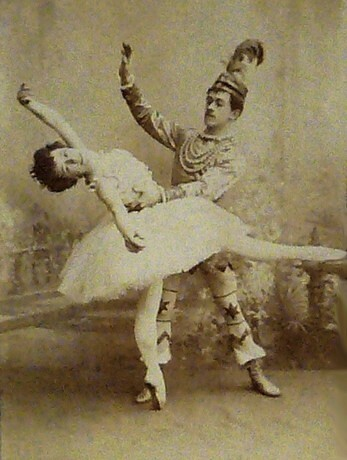
Olga Preobrajenskaia (la Fée Dragée) et Nikolai Legat (le Prince) dans une production du Ballet Impérial vers 1900
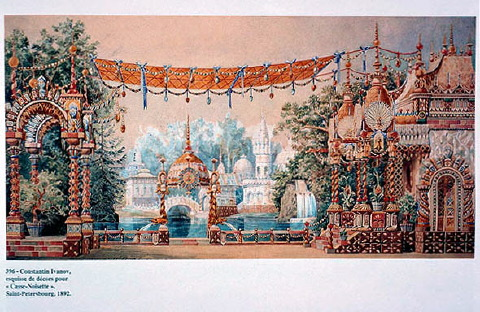
Croquis original de Konstantin Ivanov pour le décor de l'acte II
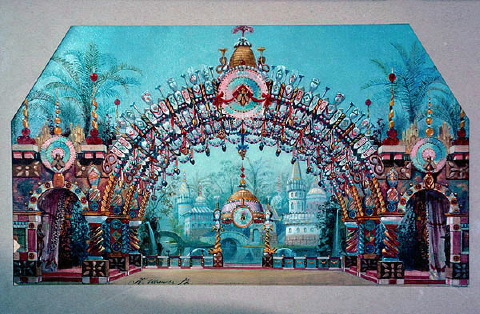
Croquis original de Konstantin Ivanov pour le décor de l'acte II
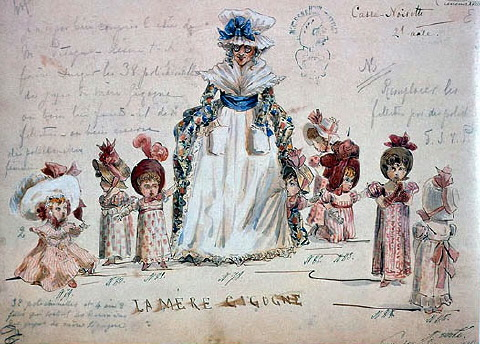
Croquis original d'Ivan Vsevolojski des costumes de La Mère Gigogne de l'acte II
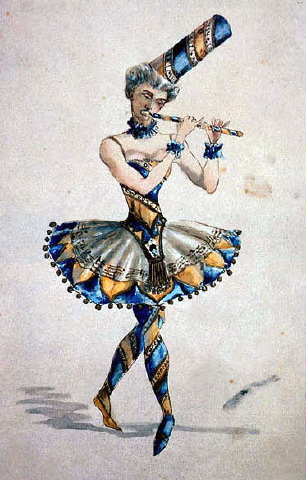
Croquis original d'Ivan Vsevolojski pour le ballet Casse-Noisette
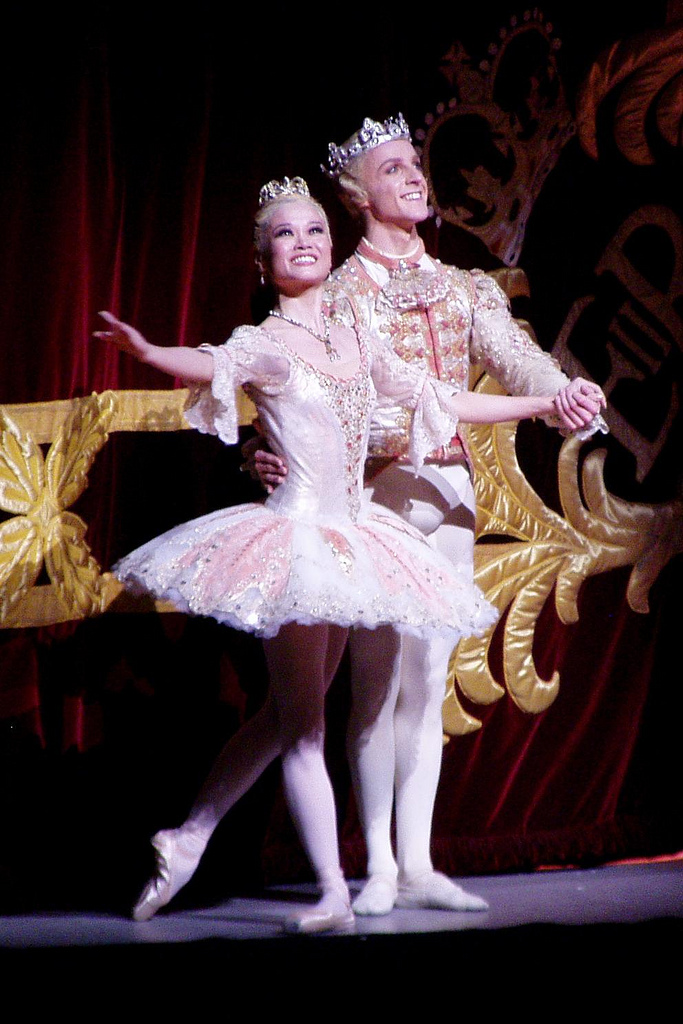
Miyako Yoshida et Steven McRae en Fée Dragée et son Prince au Ballet Royal le 2 décembre 2009

## Suites de concert et arrangements
- Tchaïkovski arrangea une suite d'extraits de la partition. Celle-ci fut jouée sous la direction du compositeur, du 7 au 19 mars 1892, peu avant la première du ballet complet. Cette suite, op. 71a, comprend huit numéros :

1. Ouverture miniature
2. Marche
3. Danse de la fée Dragée
4. Danse russe (Trépak)
5. Danse arabe
6. Danse chinoise
7. Danse des mirlitons
8. Valse des fleurs

Cette suite (privée de ses deux premiers numéros) est notamment utilisée dans le film Fantasia de Walt Disney.
- En 1892, Sergueï Taneïev publia son arrangement du ballet pour piano seul, mais au vu de la difficulté de l'arrangement, Tchaïkovski en fit sa propre version simplifiée.
- Percy Grainger composa une Paraphrase sur la Valse des fleurs pour le piano.
- Le pianiste et chef d'orchestre Mikhaïl Pletnev arrangea sept numéros du ballet dans une suite de concert virtuose pour le piano :

1. Marche
2. Danse de la fée Dragée
3. Tarentelle
4. Intermezzo [arrangement du no 8 du ballet]
5. Trépak
6. Danse chinoise
7. Andante maestoso [du no 14 du ballet]

- Sugar Rum Cherry, standard de jazz composé par Duke Ellington et Billy Strayhorn en 1960, adapté et arrangé de la Danse de la Fée Dragée.
- Le groupe britannique Pet Shop Boys emprunte à Casse-Noisette une partie de sa mélodie pour son titre All over the world (2009, non crédité).
- Yoko Shimomura (2012), pour le jeu vidéo Kingdom Hearts 3D: Dream Drop Distance, passage adapté de Fantasia de Disney.

## Adaptations cinématographiques
- Fantasia de Walt Disney : Danse de la fée Dragée, Danse chinoise, Danse des mirlitons, Danse arabe, Danse russe et Valse des fleurs (1940)
- Le Prince Casse-Noisette de Paul Schibli, long métrage d'animation (1990)
- Casse-Noisette par le New York City Ballet, d'après la mise en scène de George Balanchine, distribué par Warner Bros. En vedette : Macaulay Culkin dans le rôle de Casse-Noisette et du neveu de Drosselmeyer. Inclut un narrateur hors-champ (1993)
- Barbie dans Casse-noisette, long métrage d'animation (2001)
- Casse-Noisette, l'histoire jamais racontée (2010)
- Casse-Noisette et les Quatre Royaumes de Lasse Hallström et Joe Johnston, adapte également la version originale d'Ernst Theodor Amadeus Hoffmann (2018)